# 34107 Kashfiarahman
34107 Kashfiarahman è un asteroide della fascia principale. Scoperto nel 2000, presenta un'orbita caratterizzata da un semiasse maggiore pari a 3,0817261 au e da un'eccentricità di 0,1708474, inclinata di 2,51411° rispetto all'eclittica.